# Famille Lombria
 (juillet 2024).
La famille Lombria est une famille patricienne de Venise, originaire de Milan et elle fait de si grands profits dans le négoce, qu'en 1646 elle put s'acheter l'agrégation à la noblesse.

## Armes

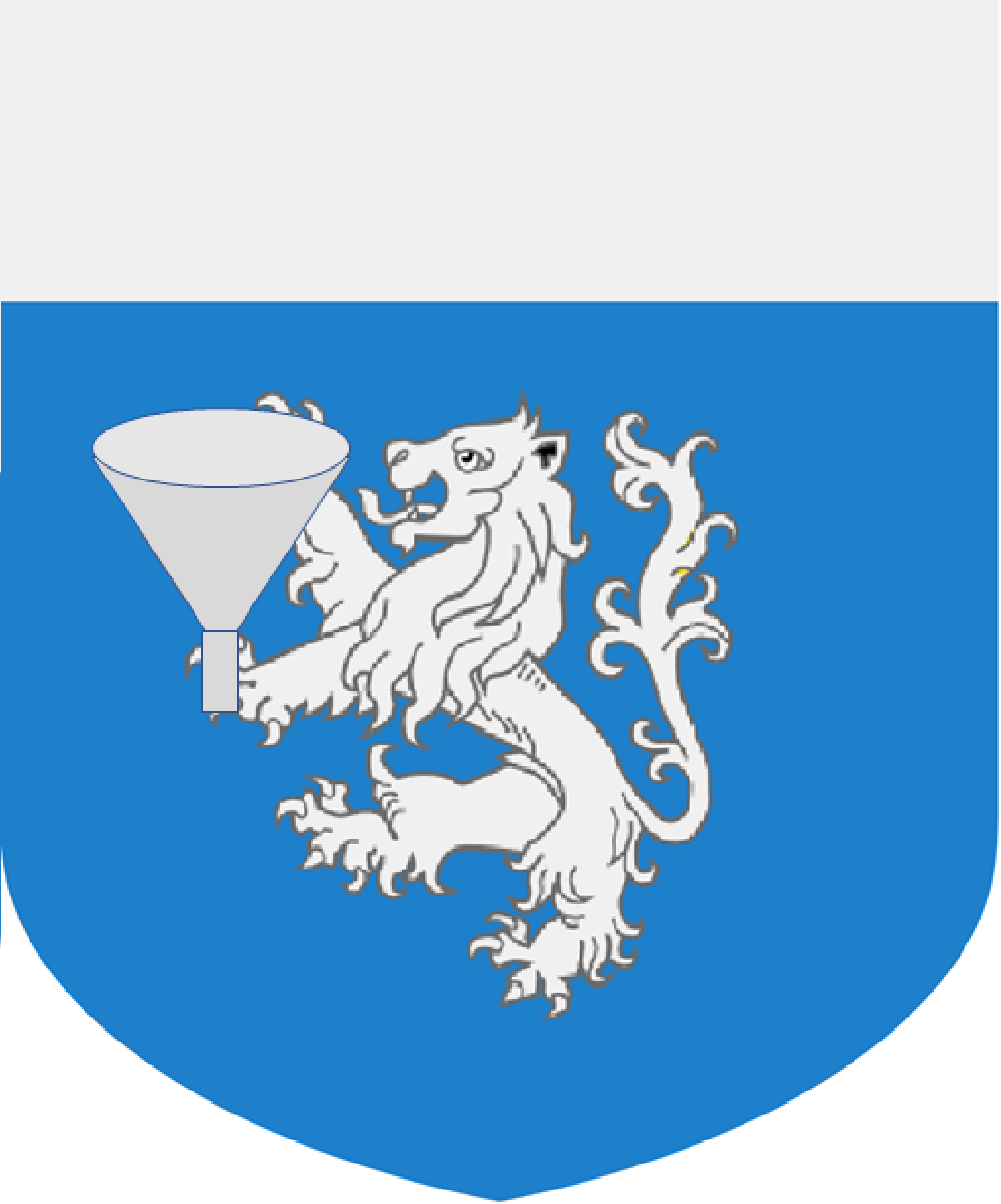
Armes des Lombria

Les armes des Lombria se blasonnent ainsi d'azur à un Lion d'argent, qui tient un creuset du même métal avec les pattes de devant, le tout sous un chef d'argent.